# فريدا بوكارا
دانييل فريدا هيلين بوكارا ((بالفرنسية: Danielle Frida Hélène Boccara)‏، 29 أكتوبر 1940 – 1 أغسطس 1996) مغنية فرنسية من أصل إيطالي، ولدت في الدار البيضاء في المغرب، وقدمت خلال مسيرتها العديد من الأغاني بعديد اللغات كاللغة الفرنسية والإسبانية والروسية والإنجليزية والألمانية والهولندية.

## النشأة
ولدت باكارا في الدار البيضاء بالمغرب لعائلة يهودية من أصل إيطالي، عاشت في تونس قبل أن تستقر في المغرب. عندما كانت في سن 18، انتقلت من الدار البيضاء إلى باريس، فرنسا حيث بدأت مسيرتها الفنية كمغنية. كانت لبوكارا أيضًا شقيقًا وأختًا في الأعمال التجارية وهما «جان ميشيل» الذي عمل كملحن و«لينا». أما ابنها المسمى «تريسيا بوكارا» المزداد في أواست السبعينات فقد أصبح أيضا مغنياً وملحناً وعازف بيانو.

## الموهبة الفنية
في 1964 قدمت فريدا أغنية «سابقا» (بالفرنسية: Autrefois)‏ للجنة الاختيار الخاصة بمسابقة الأغنية الأوروبية، لكنها لم تنجح في إقناع اللجنة، وبعد مرور 5 سنوات وخلال مسابقة الأغنية الأوروبية 1969 التي أقيمت في مدريد مثلت فرنسا بأغنية «يوم، طفل» (بالفرنسية: Un jour, un enfant)‏ ونافست الأغنية على اللقب ضد كل من متسابقي هولندا، المملكة المتحدة وإسبانيا.
كان الملحن المحترف «إيدي مارناي» شريكا وملازما لها في أغلب أعمالها (معظم الأغاني التي قام بتأديتها بوكارا كانت مكتوبة من قبله)، ولكنها أيضا قامت بأداء أغانٍ من تأليف كل من جاك بريل، جورج براسانس، شارل أزنافور، ميشيل ليغراند ونينو روتا.

## السنوات الأخيرة والوفاة
كانت مشاركات فريدا في مسابقة الأغنية الأوروبية سنة 1980 بأغنية «طفل من فرنسا» (بالفرنسية: Un enfant de France)‏، وسنة 1981 بأغنية «هكذا أحبك» (بالفرنسية: Voilà comment je t'aime)‏. ومع ذلك لم تفز أي أغنية بلقب المسابقة. وتوفيت في 1 أغسطس 1996 بباريس في فرنسا عن عمر ناهز 55 سنة بسبب عدوى الجهاز التنفسي السفلي بعد معاناتها مع مشاكل صحية.

## ديسكوغرافيا
- 1994: «يوم، طفل»
- 1993: «سلسلة ماستر»
- 1989: «التعبير»
- 1988: «شاهد على حبي»
- 1984: «مائة ألف أغنية»
- 1983: «يقول أنه يحبني»
- 1980: «طفل من فرنسا»
- 1978: «مساء»
- 1974: «أتذكر»
- 1972: «ألحان عظيمة»
- 1971: «ساحة الفنون 74»
- 1971: «لنعيش مع بعضنا البعض»
- 1970: «في بلاد الأشجار البيضاء»